# Groesbeekdreef

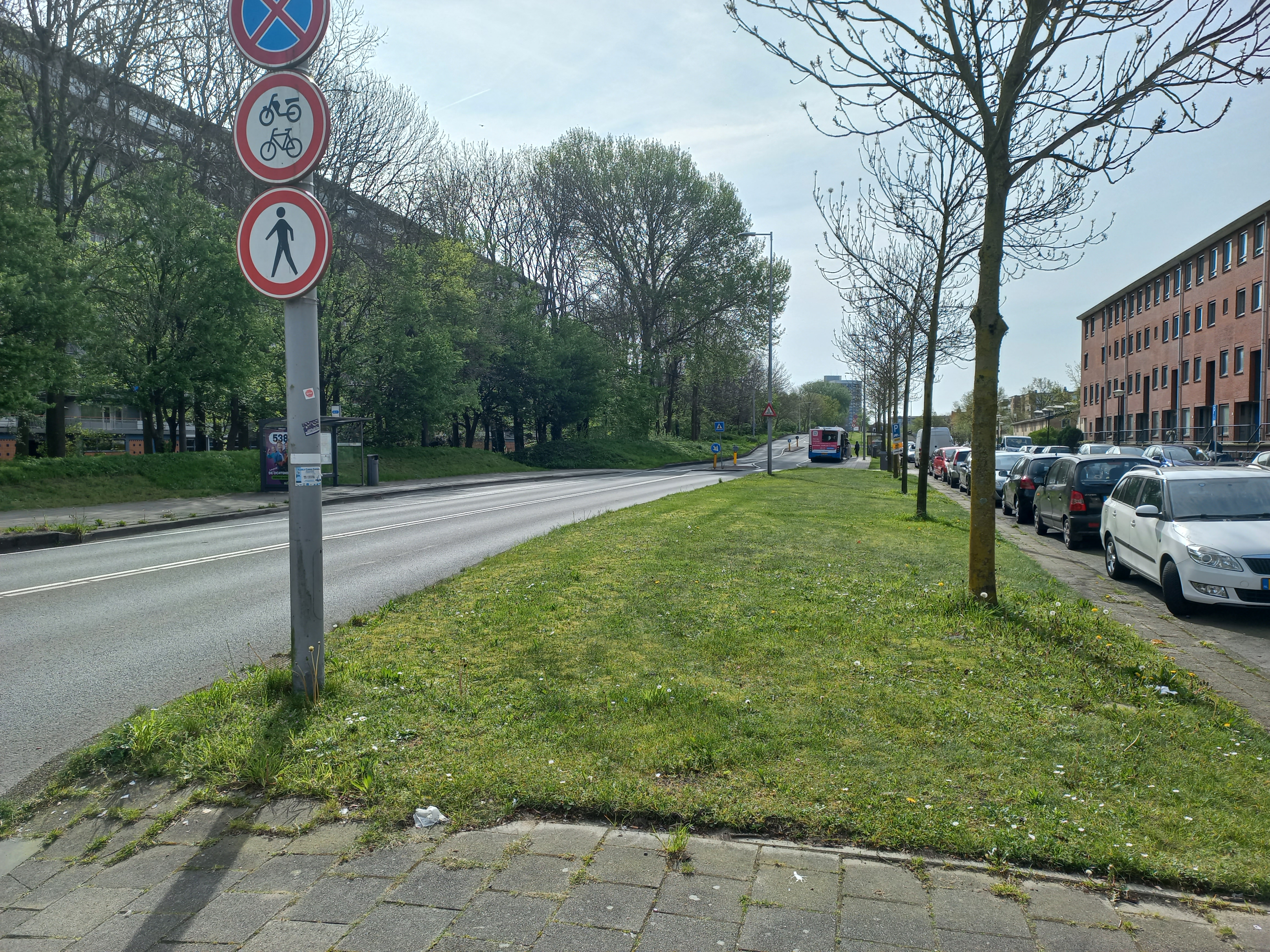
De Groesbeekdreef in 2024 gezien vanaf de Bijlmerdreef

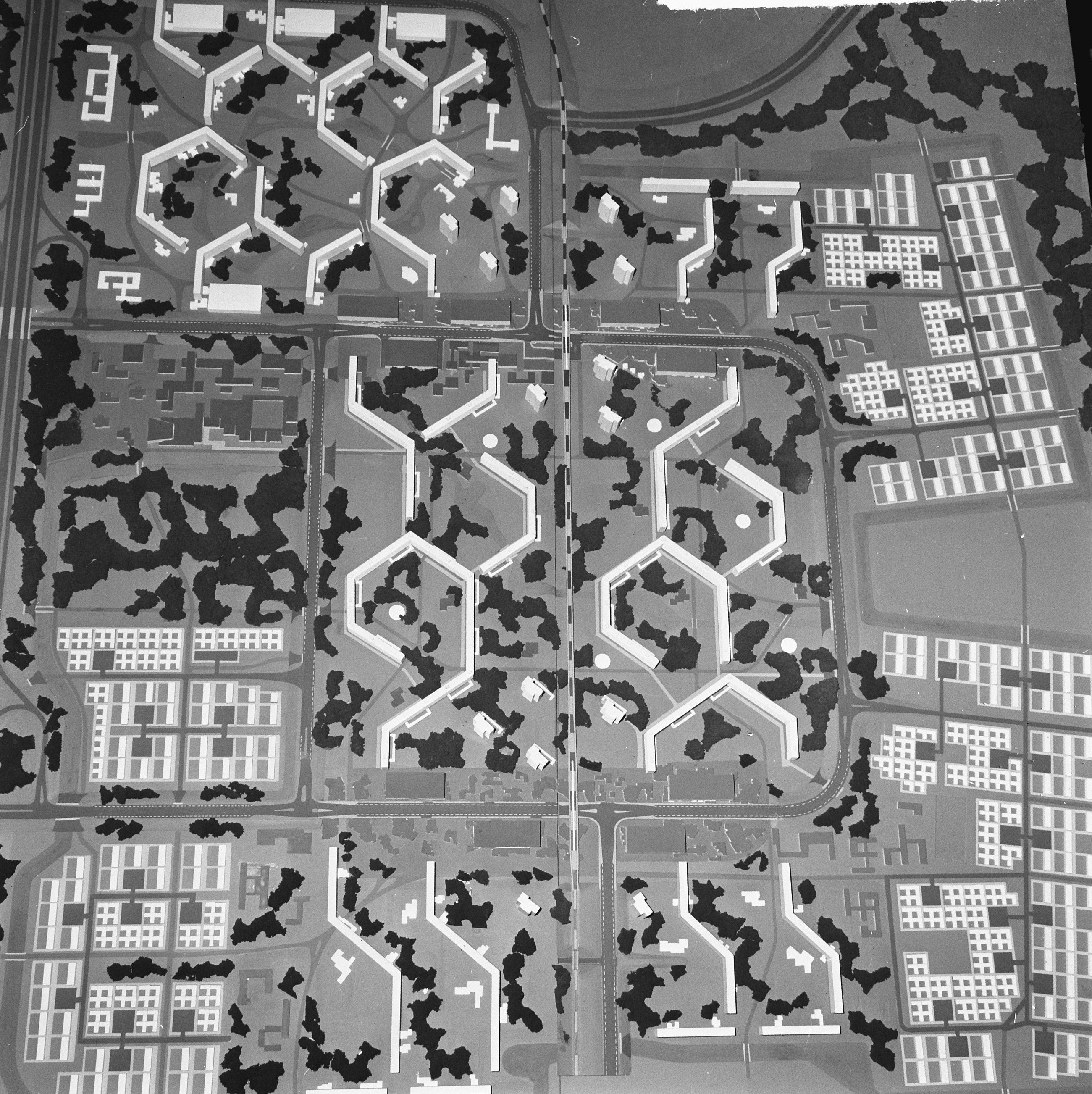
Deel van een maquette van de Zuidoostelijke stadsuitbreiding van Amsterdam, waarop links de toen nog toekomstige Groesbeekdreef te zien is; 3 juni 1965.

De Groesbeekdreef is een dreef in de Bijlmermeer in Amsterdam-Zuidoost. Oorspronkelijk was de dreef geheel verhoogd gelegen conform de uitgangspunten van het stedenbouwkundig plan van de Bijlmermeer en is uitsluitend bestemd voor snelverkeer en werd geopend op 10 augustus 1969. De dreef verbindt de Bijlmerdreef in het midden van de Bijlmermeer met de Karspeldreef in het zuiden van de Bijlmermeer. De dreef kruist alleen enkele kleinere woonstraten.

## Dreef
Ten oosten van de dreef liggen in volgorde de flatgebouwen Gooioord en Kikkenstein die deel uitmaken van het Bijlmermuseum. Aan de zuidzijde bevindt zich een nieuwbouwcomplex in aansluiting op het winkelcentrum de Kameleon.
Oorspronkelijk bevond zich aan de westzijde geen bebouwing. In de jaren zeventig werd aan de zuidwestzijde echter de laag en middelhoogbouw wijk Kortvoort gerealiseerd. In de jaren negentig verscheen ook aan de noordwestzijde nieuwbouw op het braakliggende terrein ten oosten van Gulden Kruis waar eerst een aantal houten noodscholen stonden. Hierbij verscheen ook een ventweg waarbij de dreef voor het eerst ook huisnummers kende.
Na de verlaging van de Bijlmerdreef rond 1997 werd het eerste deel van de dreef verlaagd waardoor de rechtstreekse aansluitingen op de parkeergarages van de flats aan de oostzijde van de dreef verdwenen en waardoor de auto's kunnen worden geparkeerd op het maaiveld door middel van een hellingbaan. Rond 2002 werd ook de Karspeldreef verlaagd waarbij ook het laatste deel van de dreef werd verlaagd. Sindsdien is alleen het middelste deel van de dreef nog hoger en breder dan de verlaagde delen; de Jolicoeurbrug ligt daar over een naamloos water. in de jaren tachtig werd de dreef ingesnoerd, van de vierbaansweg bleef een tweebaansweg over; de drie overgebleven viaducten worden sindsdien maar voor de helft gebuikt.
Bus 47 rijdt over de dreef en oorspronkelijk waren de haltes door middel van trappen met het maaiveld verbonden. Dat is bij de halte bij Kikkenstein nog steeds het geval.
De dreef is bij een raadsbesluit van 20 januari 1971, alhoewel al sinds 10 augustus 1969 door het verkeer en openbaar vervoer wordt gebruikt, vernoemd naar een oude boerderij in Groesbeek in Gelderland.

## Kunstwerken
Bij de opening van de dreef lagen in die dreef vijf viaducten, keurig van zuid naar noord genummerd. Door het verlagen van delen van de dreef zijn er twee gesloopt.
- Brug 1027, gesloopt
- Brug 1028, Groesbeekdreefbrug
- Brug 1029, Koppenburgbrug
- Brug 1030, Jolicoeurbrug
- Brug 1031, gesloopt.

In de jaren tachtig kwamen er twee bruggen vanuit de westelijke K-buurt: Kloekhorstbrug (brug 1397) en Kolfschotenbrug (1396)

## Kunst
Aan de dreef staan twee artistieke kunstwerken: Kop met vier neuzen van Anton Martineau op de rotonde met de Bijlmerdreef en Tayouken Piss van Pascale Marthine Tayou onder de Jolicoeurbrug. 

## Bijzonderheid
Na de Bijlmerramp op 4 oktober 1992 was de dreef enige tijd afgesloten voor al het verkeer omdat de dreef werd gebruikt door politie, brandweer, alle hulpverleners en de opruim, sloop en herstelmedewerkers.